# Cycas micholitzii
Cycas micholitzii Dyer, 1905 è una pianta appartenente alla famiglia delle Cycadaceae, diffusa nel sud-est asiatico.

L'epiteto specifico micholitzii è dato in onore di W. Micholitz (1854-1932), collezionista della specie.

## Descrizione
È una cicade con fusto acaulescente con diametro di 10-15 cm.
Le foglie, pennate, lunghe 110-240 cm, sono disposte a corona all'apice del fusto e sono rette da un picciolo lungo 50-105 cm; ogni foglia è composta da 18-56 paia di foglioline lanceolate, con margine intero, lunghe mediamente 23-36 cm, di colore verde chiaro, inserite sul rachide con un angolo di 60°.
È una specie dioica con esemplari maschili che presentano microsporofilli disposti a formare strobili terminali di forma strettamente ovoidali, lunghi 15-25 cm e larghi 3-5 cm ed esemplari femminili con macrosporofilli che si trovano in gran numero nella parte sommitale del fusto, con l'aspetto di foglie pennate che racchiudono gli ovuli.  
I semi sono ovoidali.

## Distribuzione e habitat
È diffusa nell'Annam, nel Vietnam centrale e nel Laos orientale.

Prospera nelle foreste discretamente dense e cespugliose con piogge monsoniche, a basse altitudini.

## Conservazione
La IUCN Red List classifica C. micholitzii come specie vulnerabile.

La specie è inserita nella Appendice II della Convention on International Trade of Endangered Species (CITES).